# Kuoleman laulukunnaat
Kuoleman laulukunnaat – piąty album studyjny thrash metalowego zespołu Mokoma wydany 8 lutego 2006 roku przez wytwórnię Sakara Records.

## Lista utworów
1. „Valapatto” – 2:59
2. „Ärräpää” – 3:49
3. „Kuu saa valtansa auringolta” – 4:19
4. „Pahaa verta” – 3:07
5. „Mieli sydäntä syyttää” – 3:26
6. „Täyttä ymmärrystä vailla” – 3:04
7. „Tulkki” – 3:35
8. „Itken silmät päästäni” – 5:38
9. „Tästä on hyvä jatkaa” – 3:26
10. „Säästä sanasi” – 3:41
11. „Lujaa tekoa” – 3:36

## Twórcy
| Mokoma - Kuisma Aalto – gitara - Marko Annala – wokal - Janne Hyrkäs – perkusja - Santtu Hämäläinen – gitara basowa - Tuomo Saikkonen – gitara | Personel - Miitri Aaltonen – produkcja - Mika Jussila – mastering - Ville Pirinen – projekt okładki |